# Macaranga henryi
Macaranga henryi är en törelväxtart som först beskrevs av Ferdinand Albin Pax och Käthe Hoffmann, och fick sitt nu gällande namn av Alfred Rehder. Macaranga henryi ingår i släktet Macaranga och familjen törelväxter. Inga underarter finns listade i Catalogue of Life.